# Julián de Le Mans

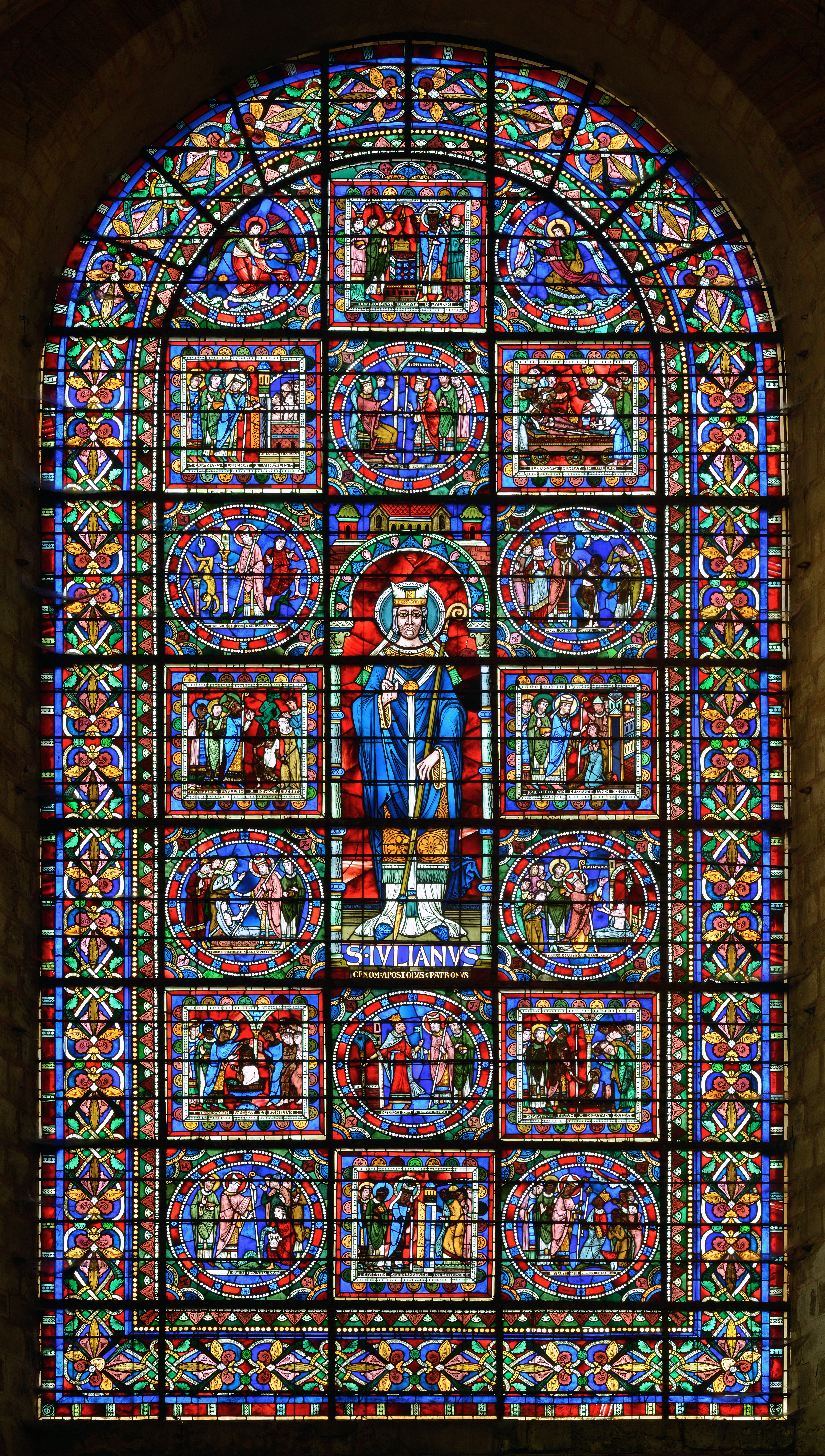
Vidriera del siglo XII, restaurada en 1897, en la fachada occidental de la catedral de San Julián de Le Mans. Representa en el centro a San Julián, y alrededor escenas de su vida.

Julián de Le Mans (en latín Julianus ), nacido probablemente a principios del siglo III y murió a comienzos del IV, es, según la tradición, el primer San Julián de la historia y el primer obispo de Le Mans . Su fiesta se celebra en Iglesia Católica el 27 de enero y en la Iglesia Ortodoxa  el 13 de julio.

## Elementos biográficos
Primer obispo de Le Mans, Julián vivió principalmente en el III y murió después de ocupar esa sede episcopal durante poco más de cuarenta y siete años. Romano, probablemente perteneciente a la gens Iulia, fue consagrado obispo en Roma a mediados del siglo III y enviado a la Galia para enseñar el Evangelio a los aulercos cenomanos cuyo territorio formaba parte de la Galia de Lyon (provincia romana de Lugdunense III). Su capital era la civitas Cenomannorum (hoy Le Mans), que padecía entonces una grave escasez de agua potable.
La tradición cuenta que Juliano sacó agua de manantial en un lugar llamado Centonomius después de haber hundido su báculo de obispo en el suelo y orado pidiendo esa agua necesaria. Poco después, devolvió la vista a un ciego . Estos dos milagros llevaron a los principales notables a convertirse al cristianismo, incluido el gobernador local, el Defensor civitatis, que ofreció una de sus casas para la construcción de la primera iglesia de la ciudad (la futura catedral). Julián dedicó ese temploa a la Virgen María y a San Pedro . Los jefes militares y otros romanos aportaron también bienes y dinero.
El obispo convirtió a muchos de los habitantes de lac ciudad, al tiempo que cuidaba y atendía  a los pobres, enfermos y huérfanos . Rezó fervientemente para devolver la vida a los niños que morían prematuramente. Fortalecido por su fama de obrador de milagros y su afán apostólico, estableció una casa de acogida para los juzgados, cerca de un centenar de iglesias en la región y ordenó a varios sacerdotes y diáconos .
Después de pasar casi cincuenta años al frente de la Iglesia en la región, se retiró para llevar una vida eremítica, probablemente en Saint-Marceau . Entregando su alma a un Dios ya anciano, fue seguido como obispo de Le Mans por su compañero Thuribe .

## Leyendas y tradiciones
Una tradición transmitida por las Actas de los Obispos de Le Mans considera a Julián como uno de los setenta discípulos de Jesucristo .
Santiago de Vorágine, en La Leyenda áurea, al presentar a Julián, obispo de Le Mans, recoge que algunos lo  identifican con Simón el Leproso a quien Jesús cura y con quien comparte una comida en su casa poco antes de su Pasión.
Otra tradición lo presenta como un romano que conoció al apóstol Pedro en Roma y desde esta ciudad  marchó a evangelizar a los cenomanos en la llanura del Po, al norte de Italia.
Según la Gesta domni Juliani de Actus, Julián nació en siglo I, ordenado obispo por el Papa San Clemente de Roma y enviado a la Galia en compañía del sacerdote Thuribe y el diácono Pavace, respectivamente segundo y tercer obispo de Le Mans.
Todas estas presentaciones de la vida de Julián no son compatible con las fechas y hechos conocidos por la historia.
Habría logrado resucitar a los niños muertos, incluido el hijo de un hombre llamado Anastasio.
Justo después de su muerte, se dice que Julien se apareció luminiscente al gobernador local en compañía de tres diáconos, sosteniendo cada uno de ellos un candelabro encendido. Esta escena sería el origen de los cuatro candelabros del escudo de armas de la ciudad de Le Mans.

## Veneración y reliquias

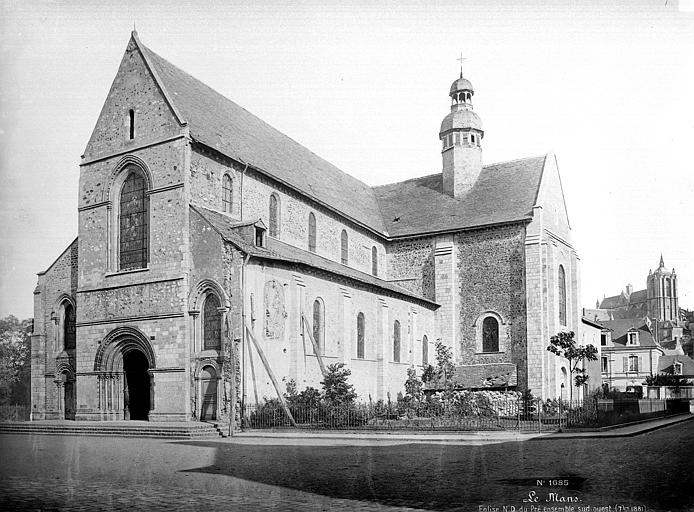
La iglesia de Notre-Dame-du-Pré, antigua iglesia abacial de la abadía de Saint-Julien-du-Pré, fotografía de Séraphin-Médéric Mieusement (1881).

San Julián es el patrón de la Iglesia Católica en Sarthe y a él esta dedicada la catedral de Le Mans. Es también el patrón de la ciudad de Pollina en Italia, où il est célébré le deuxième dimanche de juillet ainsi que les vendredi et samedi précédents, et de la ville de Castrovillari, où il est célébré le 27 janvier et le dernier dimanche d' agosto. Es patrón de la Catedral de Caltagirone en Sicilia .
En el Martirologio romano, su fiesta se celebra el 27 de enero para toda la Iglesia Católica . La Iglesia Ortodoxa, lo celebra el 13 de julio .
La fiesta de San Julián de Le Mans también se celebró durante mucho tiempo en Inglaterra, ya que el rey Enrique II nació en Le Mans. Fue venerado en el sur de Inglaterra al menos en nueve monasterios benedictinos . En Norwich, la iglesia de St Julien deriva de su nombre o de Julián el Hospitalario.
En el enterramiento de su cuerpo se produjeron varios milagros y la joven comunidad cristiana construyó un pequeño santuario llamado Basílica, el primero en la necrópolis pagana. Poco después los monjes establecieron una ermita para acoger a los enfermos y a los peregrinos, que se amplió hasta constituir a abadía benedictina de Saint-Julien-du-Pré, que más tarde también acogió a las monjas. Hoy, solo queda la Iglesia de Notre-Dame-du-Pré .
En un primer momento sus reliquias se guardaron allí pero en el siglo IX el obispo Aldric las traslado a la basílica románica construida por el obispo Inocencio, que en ese momento estaba bajo el patrocinio de los santos Gervasio y Protasio . En 1138, se salvaron de un incendio que amenazó todo el edificio, pero los hugonotes los dispersaron parcialmente en 1562 . Su tumba se sitúa actualmente en la Catedral de San Julián, en Le Mans .